# Eduard Vitòria i Miralles
Eduard Vitòria i Miralles (Alcoi, 25 d'agost de 1864 - Barcelona, 22 de setembre de 1958) fou un jesuïta i químic valencià, fundador el 1905 de l'Institut Químic de Sarrià.

## Biografia
Els anys de formació
Fou el més petit de set germans (el tercer, segons altres), i als quatre anys va restar orfe de pare. Per decisió de la mare, el 1874 començà el batxillerat a València com a alumne intern del col·legi de Sant Josep, dirigit pels jesuïtes. Del 1881 al 1885 estudià ciències exactes en la Universitat de Madrid, i al setembre de 1886, sense haver acabat la carrera, entrà en el noviciat de la Companyia de Jesús al monestir de Veruela. Després del noviciat i dels estudis d'humanitats i filosofia, el 1892 emprengué, per indicació dels seus superiors, la llicenciatura en ciències químiques, de primer a la Universitat de Barcelona i finalment a la de València; aquí es graduà el 1896 amb la qualificació d'excel·lent i premi extraordinari. Després de ser ordenat sacerdot, passà dos anys a la Universitat Catòlica de Lovaina, on el 1904 obtingué el doctorat en química amb la màxima qualificació.
Del Laboratori de l'Ebre a l'Institut de Sarrià
En tornar de Bèlgica, feu construir a Roquetes, prop de les facultats jesuítiques de teologia i filosofia i al costat de l'Observatori de l'Ebre, un edifici de tres plantes per a albergar-hi el centre que volia fundar, dotat de les novetats que s'havia dut de Lovaina, i l'1 d'octubre de 1905 inaugurà el nou Laboratori Químic de l'Ebre, amb seccions independents per a la química del carboni, l'anàlisi mineral, l'anàlisi quantitativa, l'anàlisi orgànica i els processos electrolítics, a més d'una aula, un magatzem i una selecta biblioteca.
El 1916, seguint els passos de les facultats de teologia i filosofia, que es traslladaren a Sarrià, també s'hi traslladà el Laboratori Químic del pare Vitòria, i des d'aleshores adoptà el nom d'Institut Químic de Sarrià i començà a impartir un pla de postgrau per a llicenciats en química o farmàcia, en tres anys: el primer, química mineral; el segon, química analítica mineral, i el tercer, química del carboni. Amb el temps, pel creixement de la matrícula i la incorporació d'estudiants procedents directament del batxillerat, el centre va estructurar els seus estudis com a carrera universitària. El 18 de gener de 1932 va ser desallotjat, arran del decret de dissolució de la Companyia de Jesús a Espanya, però aconseguí de continuar les seues classes sota diferents noms i en diversos locals fins que fou clausurat l'any 1936, en començar la guerra civil. El pare Vitòria pogué escapar de la persecució religiosa fugint a Itàlia, i allí va viure fins que s'acabà la guerra i l'institut es tornà a obrir, a l'octubre de 1939. Des del 1934, que complí els setanta anys, n'havia deixat la direcció en mans d'un jesuïta més jove, l'exalumne i també valencià Salvador Gil, nascut el 1890. El 1955, amb motiu dels seus noranta anys i els cinquanta de la fundació de l'Institut Químic de Sarrià, se li reté un homenatge amb participació de nombroses personalitats acadèmiques europees i amb una gran exposició, i fou condecorat pel ministre d'educació nacional. Morí el 1958, i les seues despulles reposen a Alcoi, en l'església de Sant Maur.

## Obres
- Manual de química moderna, 1910
- La catàlisis química: sus teorías y aplicaciones en el laboratorio y en la industria, 1912
- Prácticas químicas para cátedras y laboratorios, 1912
- El acetileno. Sus aplicaciones domésticas, industriales y científicas, 1913
- La ciencia química y la vida social, 1916
- Estudios de química contemporánea, 1924 (cicle de conferències que pronuncià a les universitats de Buenos Aires i de La Plata)
- Química del carbono, 1927

## Reconeixements
- Membre numerari de l'Acadèmia de Ciències i Arts de Barcelona, 1917[5]
- Corresponent de l'Academia de Medicina de Buenos Aires, 1928[3]
- Gran Creu d'Alfons X el Savi, 1946[3]
- Corresponent de la Reial Acadèmia de Ciències Exactes, Físiques i Naturals, 1948[6]
- Medalla d'Or al Mèrit en el Treball, 1955[3]